# 파트너 관계 관리
파트너 관계 관리(Partner Relationship Management, PRM)란 기업이 영업 파트너와 협력하고 이들을 활용함으로써 최종 고객에게 보다 나은 제품과 서비스를 제공하기 위한 비즈니스 전략을 말한다.

## 파트너 관계 관리의 MIS적 정의
더 포괄적인 CRM 패키지는 파트너 관계관리(Partner Relationship Management: PRM) 및 직원 관계관리(Employee Relationship Management : ERM)를 위한 모듈도 포함한다.

PRM은 고객관계관리에서와 동일한 다수의 데이터, 도구, 그리고 시스템을 이용하여 기업과 판매 파트너 간의 협력을 향상시킨다. 

어떤 기업이 고객에게 직접 물건을 판매하지 않고 대신 유통업체나 소매업체에서 판매할 때 PRM은 이 채널이 고객에게 직접 판매하는 데 도움을 줄 것이다. 

PRM은 분담 업무 정의, 가격 책정, 판매 촉진, 주문처리 방식 설정, 가용성을 통합시키는 가운데, 기업 및 판매 파트너에게 정보 교환 및 고객에 대한 업무와 데이터를 할당하는 기능을 제공한다. 

또한, PRM은 파트너의 성과를 평가할 수 있는 도구를 제공해 주는데, 여기서 최고의 파트너가 비즈니스를 완수하는데 필요한 지원을 받는지 확인할 수 있다.

## PRM의 등장 배경
- 매출 의존도 증가 : 간접 매출의 증가로 인한 유통업체 의존도 증가
- 예측의 불확실성 증대 : 판매 예측 및 주문관리의 불확실성 증가
- SCM 등과 연계 위해 유통업체와의 정보 공유 필요성 증대
- 고객 Needs 반영의 어려움 : 고객 정보 획득 및 고객 Needs 반영의 어려움
- 고객 및 시장 대응력 약화

## PRM의 구성요소
- 파트너 영업 및 마케팅 관리 : 파트너 영업지원을 위한 지표 관리 및 툴 제공
- 파트너/고객 서비스 지원 응용 프로그램 : 파트너의 영업 활동을 위한 주문, 인증, 고객 서비스 등을 지원
- 파트너 생명 주기 관리 : 파트너의 채용/성별/실적 평가 및 파트너와의 각종 거래 관리
- 관계 관리 서비스 : 파트너와의 관계 모델 수립 및 애플리케이션 공급 지원

## PRM의 주요기능
- 파트너 규정 : 파트너 관계에 있는 조직, 사람에 대한 정확한 파악, 거래선 관리, 신규 파트너 모집 및 평가
- 파트너 평가 : 보다 객관화되고, 체계적인 평가 시스템을 통해 파트너의 가치를 정확히 정량화, 파트너 성과 관리, 파트너 프로필 및 레벨 관리
- 파트너 지원
  - 판매 지원 기능 : 최종 판매를 위해 정확히 파악된 파트너 조직을 지원
  - 업무 지원 기능 : 파트너들과의 업무를 효율적으로 지원하고 설계
  - Partner Lifecycle 관리, 상담 관리 및 판매 예측, Best Practice & Action Plan, 수주 관리, Sales 및 마케팅 자료 관리, 리포트 기능
- 정보 공유 : 주문 정보, 고객 정보, 판매 정보, 상품 정보 등의 상호 커뮤니케이션 및 정보 공유, 지식 기반 support service관리, 최신 뉴스 정보
- 파트너 보상 : 파트너의 등급에 따른 보상 체계 마련

## 같이 보기
- 고객 관계 관리